# Weißbauch-Waldsänger
Der Weißbauch-Waldsänger (Basileuterus culicivorus hypoleucus) ist ein kleiner Singvogel aus der Familie der Waldsänger (Parulidae).

## Merkmale
Weißbauch-Waldsänger erreichen eine Körperlänge von 12,5 Zentimetern und wiegen um die 9,5 Gramm. Die Flügellänge beträgt beim Männchen 5,8 bis 6,1 Zentimeter, beim Weibchen 5,5 Zentimeter. Adulte Weißbauch-Waldsänger und Jungvögel ab dem ersten Jahr haben einen orange-roten Scheitelstreifen mit grauen Spitzen, schwarze Scheitelseitenstreifen, weiße breite Superciliarstreifen, die ab dem hinteren Augenbereich grauer gefärbt sind und bis zum Nacken verlaufen und einen schwarzen Augenstrich, der ebenfalls bis zum Nacken reicht. Der Wangenbereich ist grau; das Kehlgefieder weiß. Das Oberseitengefieder ist olivgrün bis olivgrau; das Unterseitengefieder weißlich, mit verwaschenen olivgrauen Flanken.

## Vorkommen

Verbreitungsgebiet des Weißbauch-Waldsängers

Das Verbreitungsgebiet erstreckt sich vom südlichen Brasilien (São Paulo; Minas Gerais) über nordöstliches Paraguay (Río Apa; Puerto Pinasco) bis südöstliches Bolivien. Sie bewohnen paarweise oder in kleinen Gruppen Uferwälder, trockene laubwechselnde Wälder in niedergelegenen Regionen oder auch offene Landschaften mit viel Baumbestand sowie dichtes Gestrüpp an Waldrändern, gewöhnlich unterhalb einer Höhe von 1000 Metern. Sie ernähren sich überwiegend von Insekten und suchen ihre Beutetiere in den unteren Bereichen und im Unterholz. Über das Brutverhalten gibt es keine Informationen. Im Bundesstaat Minas Gerais von Brasilien kommt es manchmal zu Hybridisierung mit dem Goldhähnchen-Waldsänger (Basileuterus culicivorus), dem der Weißbauch-Waldsänger ähnelt.
Von der IUCN werden sie als „nicht gefährdet“ (Least Concern) geführt.

## Etymologie und Forschungsgeschichte
Die Erstbeschreibung des Weißbauch-Waldsängers erfolgte 1850 durch Charles Lucien Jules Laurent Bonaparte unter dem wissenschaftlichen Namen Basileuterus hypoleucus. Als Verbreitungsgebiet gab er Brasilien an. Bereits 1848 hatte Jean Louis Cabanis die für die Wissenschaft neue Gattung Basileuterus eingeführt. Dieser Begriff leitet sich von βασιλευς basileus für König ab. Der Artname ist ein Wortgebilde aus βασιλευς hypo für darunter, unten und λευκος leukos für weiß. Alfred Laubmann berichtete von gesammelten Exemplaren während der „3. Gran-Chaco-Expedition“  durch Hans Krieg (1888–1970) im Gran Chaco und Eugen Josef Robert Schuhmacher (1906–1973) im Bergland des Río Apa sowie von einem von Alexander Wetmore beschrieben Exemplar vom Puerto Pinasco. Untersuchungen von Sibelle Torres Vilaça und Fabrício Rodrigues Santos zeigen auf, dass der Weißbauch-Waldsänger eine Unterart des Goldhähnchen-Waldsängers (Basileuterus culicivorus hypoleucus) ist.